# AC Petite
La AC Petite è un'autovettura prodotta dal 1953 al 1958 dalla casa automobilistica britannica AC Cars.

## Descrizione
La Petite è una vettura a tre ruote caratterizzata da una carrozzeria a tre volumi con ruote carenate,  spinta da un motore montato posteriormente da 350 cm³ monocilindrico a due tempi prodotto dalla Villiers. Internamente ha un'unica seduta a mo' di panca che può ospitare due passeggeri. La velocità massima è di 64 km/h e il consumo di benzina è di circa 4,0–4,7 l/100 km. La potenza del motore viene trasmessa alle ruote posteriori tramite una trasmissione a 3 velocità.
Furono realizzate due versioni della vettura: dal 1953 al 1955 fu installato un motore Villiers 27B con cilindrata di 346 cm³ che erogava una potenza di 8,0 CV (5,9 kW) a 3500 giri/min. L'auto aveva ruote di diverse dimensioni, a raggi da 18" al posteriore e una ruota a piena da 8" all'anteriore. Nel 1955 uscì una versione Mark II, che oltre al motore Villiers 28B leggermente più grande (da 353 cm³ di cilindrata e 8,2 CV/6,0 kW), aveva tre ruote con cerchi pieni dalle stesse dimensioni di 12″ ed una carrozzeria con alcune parti cromate leggermente modificate all'esterno.